# Aloe babatiensis
Aloe babatiensis es una especie del género Aloe de la familia Xanthorrhoeaceae. Es originaria de Tanzania.

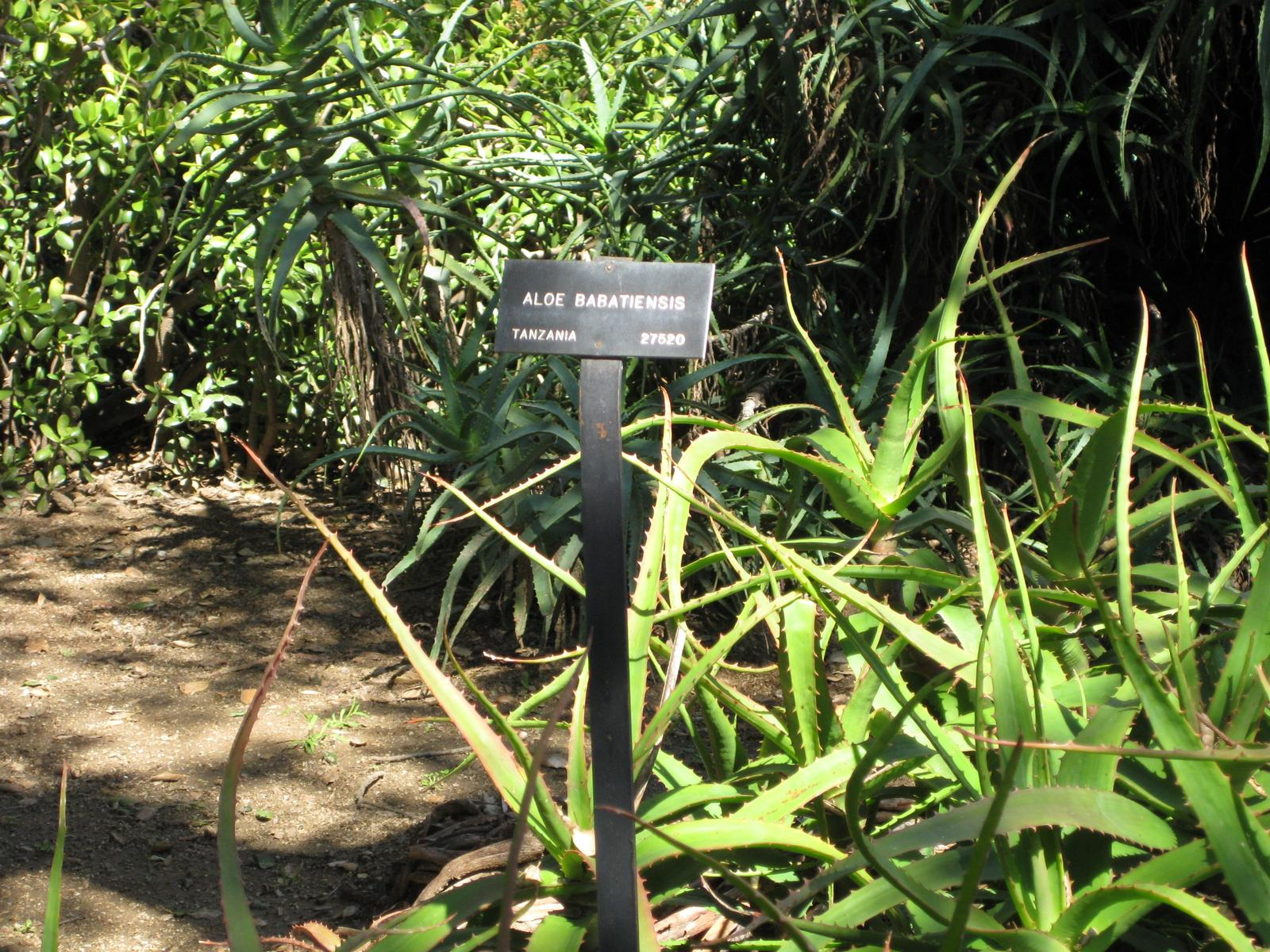
Vista de la planta

## Descripción
Aloe babatiensis tiene un tallo ramificado y forma densos arbustos. La raíz vertical o extendida - a veces postrado - alcanza una longitud de más de 1 metro y tiene un diámetro de 5 centímetros. Tiene alrededor de 24 hojas lanceoladas y puntiagudas formando una densa roseta. Alcanza una longitud de 30 centímetros, y son persistentes de color verde oliva, teñido de rojizo. La lámina de la hoja mide 25 cm de largo y 8-9 de ancho. La superficie de la hoja es ligeramente brillante. Los dientes de color marrón rojizo en el margen miden de 4 a 5 milímetros de longitud y están a 10 milímetros de distancia. La inflorescencia consiste de dos a cuatro ramas y alcanza una altura de 65 centímetros. Las flores son de color rosa-salmón  de 38 a 40 milímetros de largo y recortadas en su base.

## Taxonomía
Aloe  babatiensis fue descrita por Christian & I.Verd. y publicado en  Bothalia 6: 440–442, en el año 1954.
Etimología
Ver: Aloe
babatiensis: epíteto geográfico que alude a la sospecha de presencia de la especie en Babati.